# Bassbalken

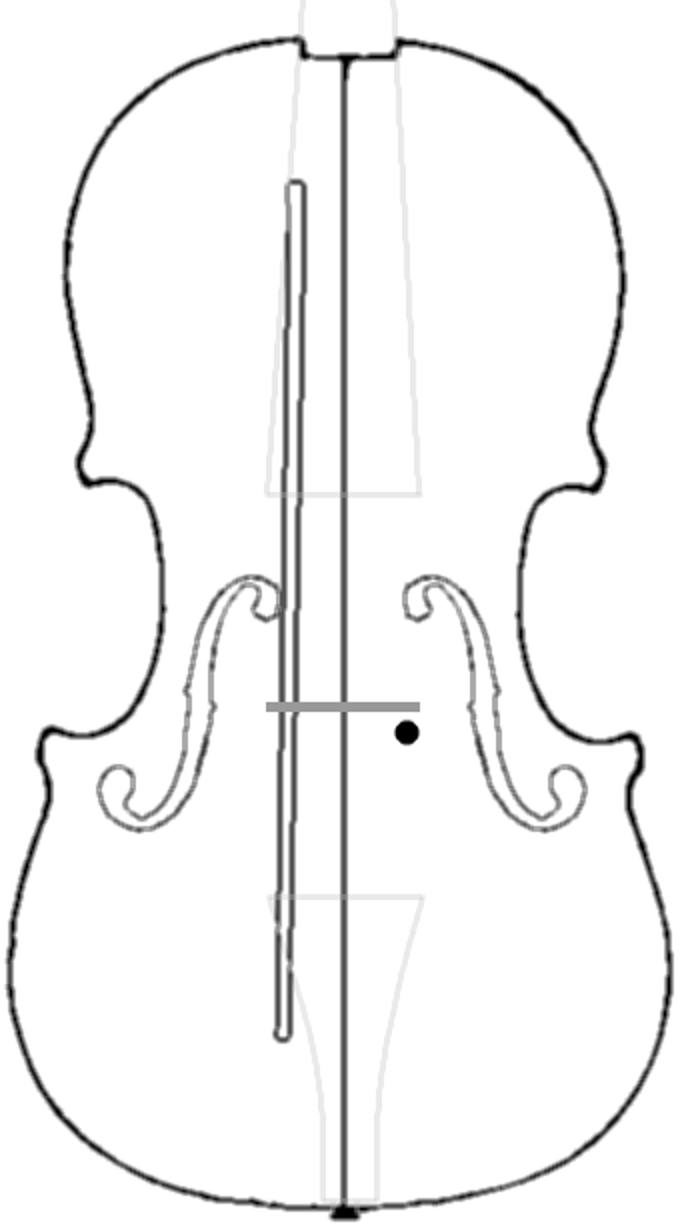
Korpus einer Violine (Schema). Senkrechte Leiste links der Mitte: Position des Bassbalkens. Schwarzer Punkt: Position des Stimmstocks.

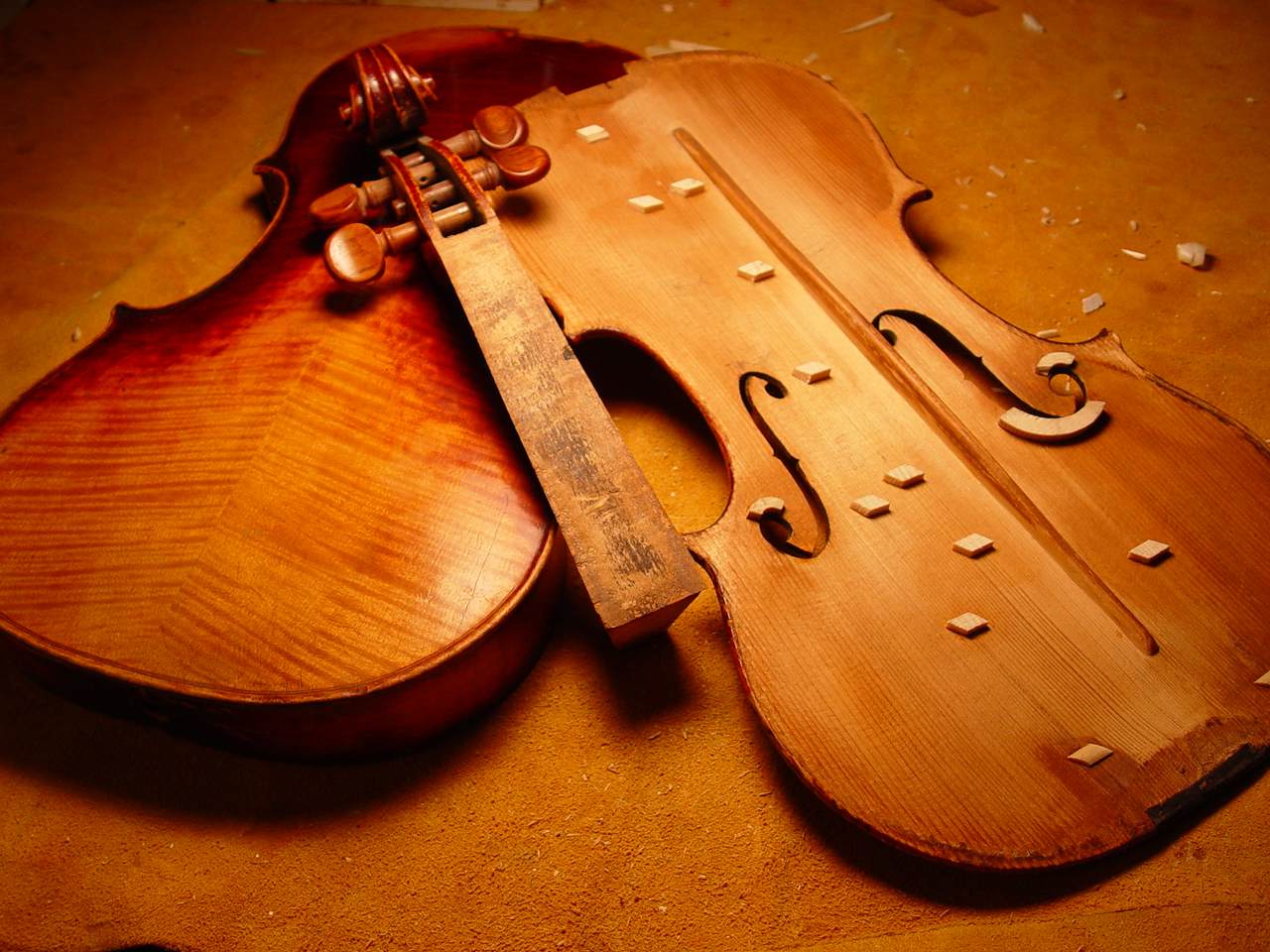
Bauteile einer Violine in Restaurierung, rechts die Decke mit dem Bassbalken

Der Bassbalken ist eine Holzleiste im Korpus von Streichinstrumenten. Er ist innen an die Decke geleimt. Der Bassbalken verläuft parallel zu den Saiten und liegt auf der Bass-Seite des Instruments. Der bassseitige Fuß des Steges steht über dem Bassbalken.

## Funktionen
Der Bassbalken verstärkt hauptsächlich die tiefen Frequenzen und verteilt diese auf Unter- und Oberbug der Decke. Dieses Verstärken der Bässe funktioniert durch das Abdämpfen der sich längs ausbreitenden Schwingungen mit hoher Frequenz, da die Schwingungen der Diskant-Saiten nicht so viel Kraft besitzen, diese mit dem Bassbalken gesperrte Deckenseite zur Schwingung anzuregen. Die quer zum Bassbalken verlaufenden Schwingungen mit hoher Frequenz werden dagegen nicht oder nur gering gedämpft. Somit trägt der Bassbalken einen großen Teil zur ausgeglichenen Wärme des Klangs eines Instruments bei.
Des Weiteren hat er eine statische Funktion, denn er stabilisiert die Decke und verteilt somit den Druck, den der Steg ausübt, gleichmäßig auf die gesamte Decke.

## Konstruktion
Bei älteren Streichinstrumenten wurde der Bassbalken oft beim Schnitzen der Decke „stehen gelassen“ (sogenannter ausgestoßener Bassbalken).
Heute wird der Bassbalken in der Regel der fertig geschnitzten Deckenwölbung angepasst und eingeleimt. Manche Geigenbauer leimen dabei den Bassbalken mit Spannung ein (so dass er die Decke zusätzlich herauswölbt), andere lehnen diese Methode ab und leimen ihn spannungsfrei ein.
Dem Bassbalken gegenüber wird auf der Seite der höchsten Saite der Stimmstock eingeklemmt.